# Desde que llegaste
«Desde que llegaste» es el segundo sencillo sencillo  de Reyli desprendido de su álbum debut en solitario, En la luna (2004). La canción debutó y alcanzar en su punto más alto en el número 15 en los US Billboard Hot Latin Tracks. Esta canción es otra de las más exitosas del álbum y por la frase 'Arababa babasei'.
En 2011 la cantante española Rosario hizo a dueto la canción con el cantante en su disco Bien acompañado.

## Lista de canciones

### CD - Maxi single[9]
| Desde que llegaste — Single |                      |          |  |
| N.º                         | Título               | Duración |  |
| 1.                          | «Desde que llegaste» | 3:34     |  |

## Posiciones en las listas (2003)
| Listas (2003)                              | Posición |
| ------------------------------------------ | -------- |
| Estados Unidos Billboard Hot Latin Tracks  | 80       |
| Estados Unidos Billboard Latin Pop Airplay | 15       |